# بوبي راين
بوبي راين (بالإنجليزية: Bobby Rhine)‏ هو لاعب كرة قدم أمريكي في مركز الهجوم، ولد في 18 أبريل 1976 في سانت لويس في الولايات المتحدة، وتوفي في 5 سبتمبر 2011 في فلوريدا في الولايات المتحدة بسبب نوبة قلبية. لعب مع نادي دالاس.

## وصلات خارجية
- بوبي راين على موقع الدوري الأمريكي (الإنجليزية)
- بوبي راين على موقع قاعدة بيانات كرة القدم.إي يو (الإنجليزية)